# Grand-Boucan
Grand-Boucan (Haitianisch-Kreolisch Gran Boukan) ist eine Gemeinde im Département Nippes von Haiti. Sie ist von der Bevölkerungszahl her die kleinste Kommune des Landes. Grand-Boucan ist nicht zu verwechseln mit Grand Boucan, dem dritten ländlichen Bezirk der Gemeinde Mirebalais.

## Geschichte
Der Name der Gemeinde geht auf die Bukaniere (französisch boucaniers) zurück, also französische Siedler, die Anfang des 17. Jahrhunderts auf die Insel Hispaniola kamen und später als Freibeuter zumeist in englische Dienste traten. Der natürliche Hafen der Baie des Baradères bot sich ihnen als Stützpunkt an.
Die Gemeinde Grand-Boucan wurde im Jahr 2003, bei Bildung des Département Nippes, mit dem Status einer der 144 Gemeinden Haitis versehen. Sie war zuvor ein ländlicher Bezirk der Gemeinde Baradères.
Die Stabilisierungsmission MINUSTAH baute im Jahr 2012 neue Amtsräume für den Friedensrichter von Grand-Boucan. Der Amtsträger konnte somit erstmals seit 1958 seine Aufgaben wieder in geordneten Verhältnissen wahrnehmen.
Im Jahr 2013 erfolgte die Grundsteinlegung für ein medizinisches Versorgungszentrum in der Gemeinde. Seit 1998 hatte es eine solche Einrichtung nicht gegeben. Die Finanzierung erfolgte durch Emigranten, die sich in New York City für diesen Zweck zusammengetan hatten.

## Lage und Beschreibung
Neben dem Stadtzentrum Ville de Grand-Boucan besteht der Gemeindebezirk Eaux Basses.
Grand-Boucan ist eine Insel, die durch eine natürliche Landzunge mit dem Festland verbunden ist, was sie letztlich zu einer Halbinsel macht. Grand-Boucan ist mit der Stadt Baradères durch Bootsverkehr verbunden.
Die Gemeinde ist in einen Hauptteil und die Ortschaft Eaux Basses, das sich auf der Westseite der Halbinsel befindet, unterteilt. 
An der Küste gibt es mehrere Strände, von denen der größte der Plage Victoria ist, der sich an der nordwestlichen Küste an der Baie des Garçons gegenüber den Cayemite-Inseln befindet.
Durch das Gebiet der Gemeinde führen keine Straßen. Ein Anschluss an das Verkehrssystem Haitis ist auf dem Landweg nicht gegeben.